# Neozygites tanajoae
Neozygites tanajoae är en svampart som beskrevs av Delal., Humber & A.E. Hajek 2004. Neozygites tanajoae ingår i släktet Neozygites och familjen Neozygitaceae.   Inga underarter finns listade i Catalogue of Life.